# Burov
Burov je priimek več oseb:
- Ivan Ivanovič Burov, sovjetski general
- Atanas Burov, bolgarski bančnik in politik